# Lac Normandin
Lac Normandin är en sjö i Kanada.   Den ligger i regionen Saguenay–Lac-Saint-Jean och provinsen Québec, i den östra delen av landet, 400 km norr om huvudstaden Ottawa. Lac Normandin ligger 411 meter över havet. Arean är 2,0 kvadratkilometer. Den sträcker sig 2,3 kilometer i nord-sydlig riktning, och 2,5 kilometer i öst-västlig riktning.
I omgivningarna runt Lac Normandin växer i huvudsak blandskog. Trakten runt Lac Normandin är nära nog obefolkad, med mindre än två invånare per kvadratkilometer.